# Drino trifida
Drino trifida är en tvåvingeart som först beskrevs av Wulp 1890.  Drino trifida ingår i släktet Drino och familjen parasitflugor. Inga underarter finns listade i Catalogue of Life.